# Hyper Iria
Hyper Iria (ハイパーイリア) est un jeu vidéo de type run and gun adapté du dessin animé japonais, Iria - Zeiram the Animation. Il est développé par TamTam et édité par Banpresto en 1995 sur Super Famicom, uniquement au Japon.

## Synopsis
Dans un monde futuriste, Iria, une chasseuse de prime, doit affronter un monstre indestructible, Zeiram.

## Système de jeu
Le jeu comprend 5 missions, composés des séquences de plates-formes et d'autres de Run and gun. Iria peut se battre au corps-à-corps et avec de nombreuses armes. Iria est aidée dans sa mission par les renseignements fournis par Bob.